# بني فيز
قرية بني فيز هي إحدى القرى التابعة لمركز صدفا في محافظة أسيوط في جمهورية مصر العربية. حسب إحصاءات سنة 2006، بلغ إجمالي السكان في بني فيز 17618 نسمة، منهم 9187 رجل و8431 امرأة.